# Nyanga (provincie)
Nyanga is een van de negen provincies van Gabon. De provincie heeft een oppervlakte van 21.285 km² en heeft 54.330 inwoners (2005). De hoofdstad is Tchibanga.

## Departementen
Nyanga is onderverdeeld in vier departementen (hoofdplaatsen tussen haakjes):
- Basse-Banio (Mayumba)
- Douigny (Moabi)
- Haute-Banio (Ndindi)
- Mougoutsi (Tchibanga)

Estuaire · Haut-Ogooué · Moyen-Ogooué · Ngounié · Nyanga · Ogooué-Ivindo · Ogooué-Lolo · Ogooué-Maritime · Woleu-Ntem